# ВВС 43-й армии
Военно-воздушные силы 43-й армии (ВВС 43-й армии) — оперативное соединение времен Великой Отечественной войны, созданное для поддержки сухопутных войск в начале войны на базе авиационной дивизии.

## История
Управление ВВС 43-й армии сформировано 31 июля 1941 года на базе 10-й смешанной авиационной дивизии и 12-й смешанной авиационной дивизии.

## Переформирование
В мае 1942 г. на базе Управления ВВС 43-й армии на сновании Приказа НКО сформирована 203-я смешанная авиационная дивизия.

## Командующий ВВС 43-й армии
- генерал-майор аиации Буторин Тихон Иванович
- полковник Аладинский Владимир Иванович[2], с 20 сентября 1941 года по 10 мая 1942 года

## В составе соединений и объединений
| Дата            | Фронт (округ)   | Армия      | Примечания      |
| --------------- | --------------- | ---------- | --------------- |
| 31.07.1941 года | Резервный фронт | ВВС фронта | -               |
| 03.10.1941 года | Западный фронт  | ВВС фронта |                 |
| 10.05.1942 года | Западный фронт  | ВВС фронта | переформированы |

## Состав ВВС43-й армии
- 10-я смешанная авиационная дивизия 10.41 — 11.1941 г. Входила в состав ВВС Западного ОВО. В июне 1941 г. управление дивизии размещалось в Кобрине. 22.06.41 г. к вечеру дивизия потеряла 180 самолётов из 231. Ввиду огромных потерь в первый день войны уже 23.06.41 г. авиадивизия была выведена на переформирование. С 09 августа 1941 г. входила в состав ВВС 43 армии (Резервный фронт).
- 12-я смешанная авиационная дивизия осень 1941 г.
- 57-й бомбардировочный Калинковичский ордена Богдана Хмельницкого авиационный полк (составом оставшихся 7 самолётов СБ) осень 1941 г.
- 161-й истребительный авиационный полк 29.08.41 — 09.41 (Сформирован в августе 1941 г. На вооружении имел истребители Як-1. С 29.08.41 г. действовал в составе ВВС 43-й армии (Резервный фронт). Затем до 08.10.41 г. действовал в составе 10-й сад. В октябре 1941 г. выведен в тыл на пополнение в 13 зап).
- 165-й истребительный авиационный полк осень 1941 г. (Сформирован в декабре 1940 г. К началу войны входил в состав 63 сад (КОВО/Юго-Западный фронт). На вооружении имел самолёты И-16, И-153, И-15бис. Базировался в Березница-Крулеве, Христиновке. Спустя неделю боев в начале войны выведен на переформирование. На вооружение получил самолёты ЛаГГ-3).
- 211-й истребительный авиационный полк 02.03.1942 — 13.04.1942
- 431-й истребительный авиационный полк 03.42 (На вооружении имел истребители ЛаГГ-3).
- 615-й ночной легкобомбардировочный авиационный полк 01.42 — 05.42 (На вооружении имел По-2, Р-5, Р-Z).
- 627-й истребительный авиационный полк 07.01.1942 — 09.05.1942.
- 680-й ночной легкобомбардировочный авиационный полк 27.01.42 — 24.05.42.

Боевой состав ВВС 43-й Армии на 10 марта 1942 года:
- 125-я отдельная авиационная эскадрилья связи (125 оаэс). На вооружении 9 самолётов У-2 и 1 самолёт С-2 (санитарный самолёт), из них 8 исправных. Летчиков 10, летнабов и стрелков-бомбардиров 9.
- 211-й истребительный авиационный полк (211 иап). На вооружении самолёты Як-1. 13 марта 1942 года полк перебазировался с аэродрома Спас-Загорье на аэродром Медынь. Обслуживали полк 221-й батальон аэродромного обслуживания (221 бао) и 274-й батальон аэродромного обслуживания (274 бао), 18-го района аэродромного базирования (18 РАБ).
- 566-й штурмовой авиационный полк (566 шап). На вооружении 20 самолётов Ил-2, из них 6 исправных на колёсах и 13 неисправных на лыжах. Летчиков 14. 13 марта 1942 года полк перебазировался с аэродрома Инютино на аэродром Адуево. Обслуживали полк 258-й батальон аэродромного обслуживания (258 бао) и 644-й батальон аэродромного обслуживания (644 бао), 13-го района аэродромного базирования (13 РАБ).
- 615-й ночной легкобомбардировочный авиационный полк (615 нбап). На вооружении 11 самолётов Р-5, из них 7 исправных и 4 неисправных. Летчиков 13, штурманов 18. 15 марта 1942 года полк перебазировался с аэродрома Трясь на площадку западнее Медыни.
- 627-й истребительный авиационный полк (627 иап). На вооружении 7 самолётов И-16, из них 5 исправных и 2 неисправных. Летчиков 10. 13 марта 1942 года полк перебазировался с аэродрома Адуево на аэродром Износки. Обслуживал полк 169-й батальон аэродромного обслуживания (169 бао), 13-го района аэродромного базирования (13 РАБ).
- 680-й ночной легкобомбардировочный авиационный полк (680 нбап). На вооружении 16 самолётов У-2, из них 13 исправных и 3 неисправных. Летчиков 18, летнабов 17. 13 марта 1942 года полк перебазировался с аэродрома Адуево на поле в 5-10 км от Медыни. Обслуживал полк 221-й батальон аэродромного обслуживания (221 бао), 18-го района аэродромного базирования (18 РАБ).

В мае 1942 г. на базе Управления ВВС 43-й армии сформирована 203-я смешанная авиационная дивизия в составе:
| Части                                              | Период     |
| -------------------------------------------------- | ---------- |
| 130-й бомбардировочный Гомельский авиационный полк | 10.05.1942 |
| 775-й штурмовой авиационный полк                   | 30.05.1942 |
| 570-й штурмовой авиационный полк                   | 10.05.1942 |
| 289-й бомбардировочный авиационный полк            | 25.06.1942 |
| 625-й штурмовой авиационный полк                   | 01.06.1942 |

## Участие в операциях и битвах
- Смоленское сражение — с 31 июля 1941 года по 10 сентября 1941 года.
- Ельнинская операция — с 30 августа 1941 года по 8 сентября 1941 года.
- Контрнаступление под Москвой — с 8 декабря 1941 года
- Ржевско-Вяземская операция — с 8 января 1942 года по 3 марта 1942 года.